# غريس مادن
غريس مادن (بالإنجليزية: Grace Madden)‏ هي متزلجة فنية أمريكية، ولدت في 30 يوليو 1911 في ماربلهيد في الولايات المتحدة، وتوفيت في 14 يونيو 1987.

## وصلات خارجية
- غريس مادن على موقع أوليمبيديا (الإنجليزية)